# Вивей (Индиана)
Вивей (англ. Vevay) — город и административный центр округа Суитзерленд в штате Индиана в Соединённых Штатах Америки.
Согласно данным переписи населения США 2020 года число жителей города 
составляло 1741 человек, что, для такого небольшого населённого пункта, существенно больше (+ 3.4%), чем было во время предыдущей переписи проводившейся в 2010 году (1683 человека).

## История
Первыми европейскими поселенцами, прибывшими на эти земли в 1802 году, были швейцарские иммигранты, намеревавшиеся выращивать виноград и производить вино. Поселение было названо в честь швейцарского города Веве. Вивей был включен в реестр штата в 1813 году, а когда  в 1814 году был образован округ Суитзерленд (от Switzerland, букв. Швейцария), Вивей стал его административным центром.
Почтовое отделение в Вевее работает с 1816 года. Сообщество Вивей получило статус города в 1836 году.
Несколько архитектурных объектов города включены в Национальный реестр исторических мест США.

## География
Вивей — один из двух городов округа; второй город — Патриот был основан в 1812 году, а его население в 2020 году составляло 201 человек, что на 8 человек меньше, чем было по переписи 2010 года.
Согласно данным Бюро переписи населения США, общая площадь Вивея составляет 1,547 квадратных мили (4,01 км2), из которых 1,45 квадратных мили (3,76 км2 или 93,73%) — это суша и 0,097 квадратных мили (0,25 км2 или 6,27%) приходится на водную поверхность.

## Климат
Климат в этой области характеризуется жарким влажным летом и, как правило, мягкой или прохладной зимой. Согласно системе классификации климатов Кёппена, в Вивее влажный субтропический климат, сокращенно обозначаемый аббревиатурой «Cfa» на климатических картах.